# شارلی مورفی
شارلی مورفی (انگلیسی: Charlie Murphy؛ زادهٔ ۱۲ ژوئیهٔ ۱۹۵۹- درگذشته ۱۲ آوریل ۲۰۱۷) یک هنرپیشه اهل ایالات متحده آمریکا بود. وی از سال ۱۹۸۴ میلادی تا سال‌های پایانی عمر مشغول فعالیت بوده‌است.
از فیلم‌ها یا برنامه‌های تلویزیونی که وی در آن نقش داشته است می‌توان به شب در موزه، بهترین بلوز، عروسی خانوادگی ما و رول بانس اشاره کرد.
او برادر ادی مورفی بود.
وی در ۱۲ آوریل ۲۰۱۷ بر اثر بیماری سرطان در سن ۵۷ سالگی درگذشت.